# Elitserien 1982/83
Die Elitserien-Saison 1982/83 war die achte Spielzeit der schwedischen Elitserien. Schwedischer Meister wurde zum elften Mal in der Vereinsgeschichte der Djurgårdens IF, während der Aufsteiger Hammarby IF direkt wieder in die zweite Liga abstieg. 

## Reguläre Saison

### Modus
Die zehn Mannschaften der Elitserien spielten zunächst in 36 Saisonspielen gegeneinander. Während sich die ersten vier Mannschaften für die Play-offs qualifizierten, stieg der Letztplatzierte direkt in die Division I ab und der Vorletzte musste in der Kvalserien um den Klassenerhalt gegen die besten Zweitligisten antreten. Für einen Sieg erhielt jede Mannschaft zwei Punkte, bei einem Unentschieden gab es ein Punkt und bei einer Niederlage null Punkte. 

### Abschlusstabelle
|     | Klub               | Sp | S  | U | N  | T   | GT  | Punkte |
| --- | ------------------ | -- | -- | - | -- | --- | --- | ------ |
| 1.  | Färjestad BK       | 36 | 22 | 6 | 8  | 184 | 123 | 50     |
| 2.  | Djurgårdens IF     | 36 | 21 | 7 | 8  | 169 | 120 | 49     |
| 3.  | AIK Solna          | 36 | 20 | 7 | 9  | 151 | 107 | 47     |
| 4.  | IF Björklöven      | 36 | 19 | 5 | 12 | 146 | 119 | 43     |
| 5.  | Leksands IF        | 36 | 17 | 5 | 14 | 157 | 149 | 39     |
| 6.  | Brynäs IF          | 36 | 12 | 8 | 16 | 143 | 160 | 32     |
| 7   | Västra Frölunda IF | 36 | 12 | 6 | 18 | 135 | 160 | 30     |
| 8.  | Skellefteå AIK     | 36 | 10 | 7 | 19 | 119 | 149 | 27     |
| 9.  | MoDo AIK           | 36 | 9  | 6 | 21 | 128 | 194 | 24     |
| 10. | Hammarby IF        | 36 | 7  | 5 | 24 | 126 | 177 | 19     |

Sp = Spiele, S = Siege, U = unentschieden, N = Niederlagen, OTS = Overtime-Siege, OTN = Overtime-Niederlage, SOS = Penalty-Siege, SON = Penalty-Niederlage

## Play-offs
Die Halbfinale wurde im Modus „Best-of-Three“, das Finale im Modus „Best-of-Five“ ausgetragen.

### Turnierbaum
|  | Halbfinale | Halbfinale     | Halbfinale |  |  | Finale | Finale         | Finale |
|  |            |                |            |  |  |        |                |        |
|  |            |                |            |  |  |        |                |        |
|  | 1          | Färjestad BK   | 2          |  |  |        |                |        |
|  | 3          | AIK Solna      | 1          |  |  |        |                |        |
|  |            |                |            |  |  | 1      | Färjestad BK   | 2      |
|  |            |                |            |  |  | 2      | Djurgårdens IF | 3      |
|  | 2          | Djurgårdens IF | 2          |  |  |        |                |        |
|  | 4          | IF Björklöven  | 1          |  |  |        |                |        |
|  |            |                |            |  |  |        |                |        |

### Schwedischer Meister
| Schwedischer Meister Djurgårdens IF | Torhüter: Bo Larsson, Rolf Ridderwall Verteidiger: Tommy Albelin, Thomas Eriksson, Mikael Good, Karl-Erik Lilja, Tord Nänsén, Stefan Perlström, Michael Thelvén, Mats Waltin Angreifer: Bo Berglund, Dag Bredberg, Björn Carlsson, Jan Claesson, Håkan Eriksson, Jörgen Holmberg, Kent Johansson, Martin Linse, Tommy Mörth, Jens Öhling, Hans Särkijärvi, Håkan Södergren Cheftrainer: Leif Boork |

## All-Star-Team
| Tor          | Pelle Lindbergh (Philadelphia Flyers, NHL) | Pelle Lindbergh (Philadelphia Flyers, NHL) | Pelle Lindbergh (Philadelphia Flyers, NHL)      | Pelle Lindbergh (Philadelphia Flyers, NHL)      | Pelle Lindbergh (Philadelphia Flyers, NHL) | Pelle Lindbergh (Philadelphia Flyers, NHL) |
| Verteidigung | Thomas Eriksson (Djurgården)               | Thomas Eriksson (Djurgården)               | Thomas Eriksson (Djurgården)                    | Peter Andersson (Björklöven)                    | Peter Andersson (Björklöven)               | Peter Andersson (Björklöven)               |
| Sturm        | Mats Näslund (Canadiens de Montréal, NHL)  | Mats Näslund (Canadiens de Montréal, NHL)  | Bengt-Åke Gustafsson (Washington Capitals, NHL) | Bengt-Åke Gustafsson (Washington Capitals, NHL) | Håkan Loob (Färjestad)                     | Håkan Loob (Färjestad)                     |

(Hinweis: Das schwedische All-Star-Team beinhaltete erstmals im Ausland aktive Spieler)

## Auszeichnungen
- Guldpucken (bester schwedischer Spieler) – Håkan Loob, Färjestad BK
- Bester Torjäger – Håkan Loob, Färjestad BK
- SICO:s guldpipa (bester Schiedsrichter) - Gary Eriksson